# Tada-U
Tada-U är en kommun i Myanmar.   Den ligger i regionen Mandalayregionen, i den centrala delen av landet, 220 km norr om huvudstaden Naypyidaw. Antalet invånare är 151 791.